# Miserere (Medizin)
Das Miserere (lateinisch ‚erbarme dich‘; früher auch Miserere mei ‚erbarme dich meiner‘), auch die Kopremesis (Kompositum aus altgriechisch κόπρος kópros, deutsch ‚Kot‘, und ἔμεσις émesis, deutsch ‚Erbrechen‘) genannt, ist ein medizinisches Synonym für das seltene Symptom des Koterbrechens (auch Kotbrechen und früher Darmgicht genannt).
Hierbei kommt es zum unphysiologischen Erbrechen des Dickdarminhaltes. Das Miserere tritt v. a. bei einem kompletten Darmverschluss (lateinisch Ileus), ausgelöst durch Retroperistaltik, auf. Eine weitere Ursache kann ein Defekt der Ileozäkalklappe sein, die normalerweise ein Rückströmen des Dickdarminhalts in den Dünndarm verhindern soll.
Das Miserere galt in der Vergangenheit mangels geeigneter Behandlungsmethoden als Vorbote eines unausweichlichen Todes.